# Tênis nos Jogos Olímpicos de Verão de 1896
Nos Jogos Olímpicos de Verão de 1896, dois eventos do tênis foram disputados, todos masculinos, em uma quadra de saibro. As partidas realizaram-se de 8 a 11 de abril em Atenas. Treze tenistas de seis países intervieram na disputa, sendo que no torneio de duplas algumas equipes eram formadas por competidores de países diferentes.

## Calendário
| Abril | 6 | 7 | 8 | 9 | 10 | 11 | 12 | 13 | 14 | 15 |
| ----- | - | - | - | - | -- | -- | -- | -- | -- | -- |
| Tênis |   |   |   |   |    |    | 2  |    |    |    |

|  | Dia de competição |  | Dia de final |

## Medalhistas

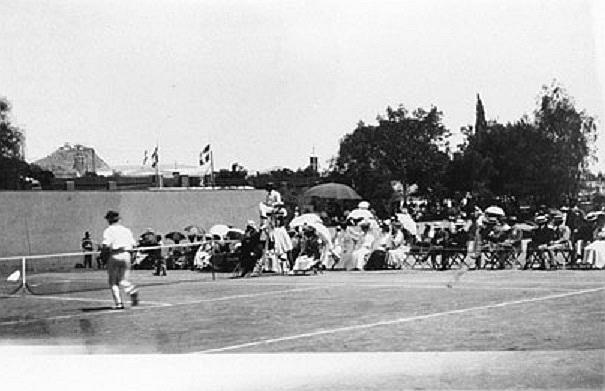
Final do torneio de simples entre John Boland, da Grã-Bretanha e Dionysios Kasdaglis, da Grécia em 1896

Masculino
| Evento           | Ouro                                              | Prata                                                        | Bronze                                                           |
| ---------------- | ------------------------------------------------- | ------------------------------------------------------------ | ---------------------------------------------------------------- |
| Simples detalhes | John Pius Boland GBR Grã-Bretanha                 | Dionysios Kasdaglis GRE Grécia                               | Konstantinos Paspatis GRE Grécia Momcsilló Tapavicza HUN Hungria |
| Duplas detalhes  | John Pius Boland Friedrich Traun ZZX Equipa mista | Demetrios Petrokokkinos Dionysios Kasdaglis ZZX Equipa mista | Edwin Flack George S. Robertson ZZX Equipa mista                 |

## Quadro de medalhas
| Ordem | País             | Medalha de ouro | Medalha de prata | Medalha de bronze |   | Ordem por total |
| ----- | ---------------- | --------------- | ---------------- | ----------------- | - | --------------- |
| 1     | ZZX Equipa mista | 1               | 1                | 1                 | 3 | 1               |
| 2     | GBR Grã-Bretanha | 1               |                  |                   | 1 | 3               |
| 3     | GRE Grécia       |                 | 1                | 1                 | 2 | 2               |
| 4     | HUN Hungria      |                 |                  | 1                 | 1 | 3               |
| TOTAL | TOTAL            | 2               | 2                | 3                 | 7 | —               |

## Países participantes
- GER Alemanha (1)
- AUS Austrália (1)
- FRA França (1)
- GBR Grã-Bretanha (2)
- GRE Grécia (7)
- HUN Hungria (1)